# 가미고리정
가미고리정(일본어: 上郡町)은 일본 효고현 남서부에 있는 아코군의 정이다.

## 지리
서쪽은 오카야마현 비젠시, 남쪽은 아코시, 동쪽은 아이오이시와 다쓰노시, 북쪽은 사요군의 사요정에 접한다. 이 정의 북동부에는 인접하는 다쓰노시, 사요군 사요정과 함께 형성돼 있는 하리마 과학공원도시가 펼쳐져 있다.
가미고리정에 소재하는 주요 기관으로는 효고 현립 대학의 하리마 과학공원도시 캠퍼스가 있고 여기에는 이 대학의 이학부가 있다.

## 역사
- 1889년 4월 1일 - 정촌제 시행으로 가미고리촌, 구라이촌, 다카타촌, 후나사카촌, 아카마쓰촌이 성립하였다.
- 1913년 4월 1일 - 가미고리촌이 정으로 승격해 가미고리정이 되었다.
- 1955년 3월 25일 - 가미고리정, 다카타촌, 구라이촌, 후나사카촌, 아카마쓰촌 일부를 합병해 새롭게 가미고리정이 성립하였다.

## 교통

### 철도
- 서일본 여객철도 산요 본선
- 지즈 급행 지즈선

### 도로
- 국도 2호선
- 국도 제373호선 (일본)(일본어판)